# アルゼンチンサッカー協会

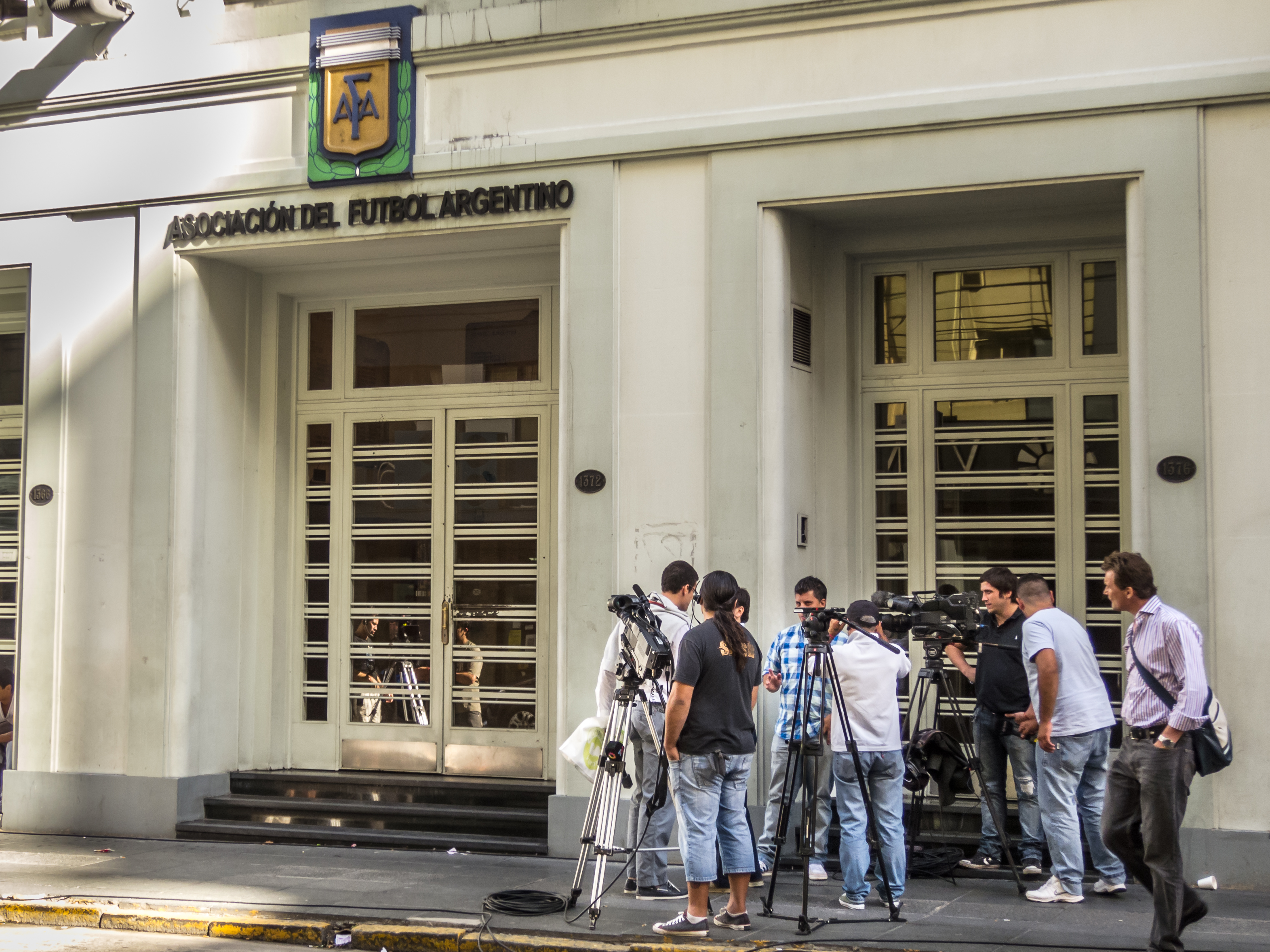

アルゼンチンサッカー協会（アルゼンチンサッカーきょうかい、スペイン語: Asociación del Fútbol Argentino、ローカル発音: [asosjaˈsjon del ˈfutbol arxenˈtino]）は、アルゼンチンのサッカー協会である。南米にあるサッカー協会としては最古の1893年に設立された。南米サッカー連盟（CONMEBOL）には設立当初から加盟している。
主に国内サッカーリーグのプリメーラ・ディビシオンの運営や、サッカーアルゼンチン代表などを組織している。

## 主な運営組織
- サッカーアルゼンチン代表
- サッカーアルゼンチン女子代表
- U-23サッカーアルゼンチン代表
- U-20サッカーアルゼンチン代表
- U-17サッカーアルゼンチン代表
- U-15サッカーアルゼンチン代表